# Poimandres
Poimandres (grec:Ποιμάνδρης). També coneguda com a Poemandres, Poemander o Pimander) és un capítol del Corpus Hermeticum. Va ser escrit originalment en grec, i el títol es tradueix com el pastor dels homes.
És també una espècie de deïtat o atribut de Déu. Citant la traducció de John Everard:
Llavors vaig dir jo: "Qui ets tu?
"Jo sóc", va dir ell, "Poimandres, la ment del gran senyor, el més poderós i absolut Emperador: Sé el que tu vas voler tenir, i jo estic sempre present amb tu."
I la traducció de G.R.S. Mead:
I jo dic: Qui ets tu?
Ell diu: Jo sóc l'Home-Pastor [Ποιμάνδρης], la ment de tots els mestratges, sé el que tu vols i estic amb tu a tot arreu.